# Kōnan, Kōchi

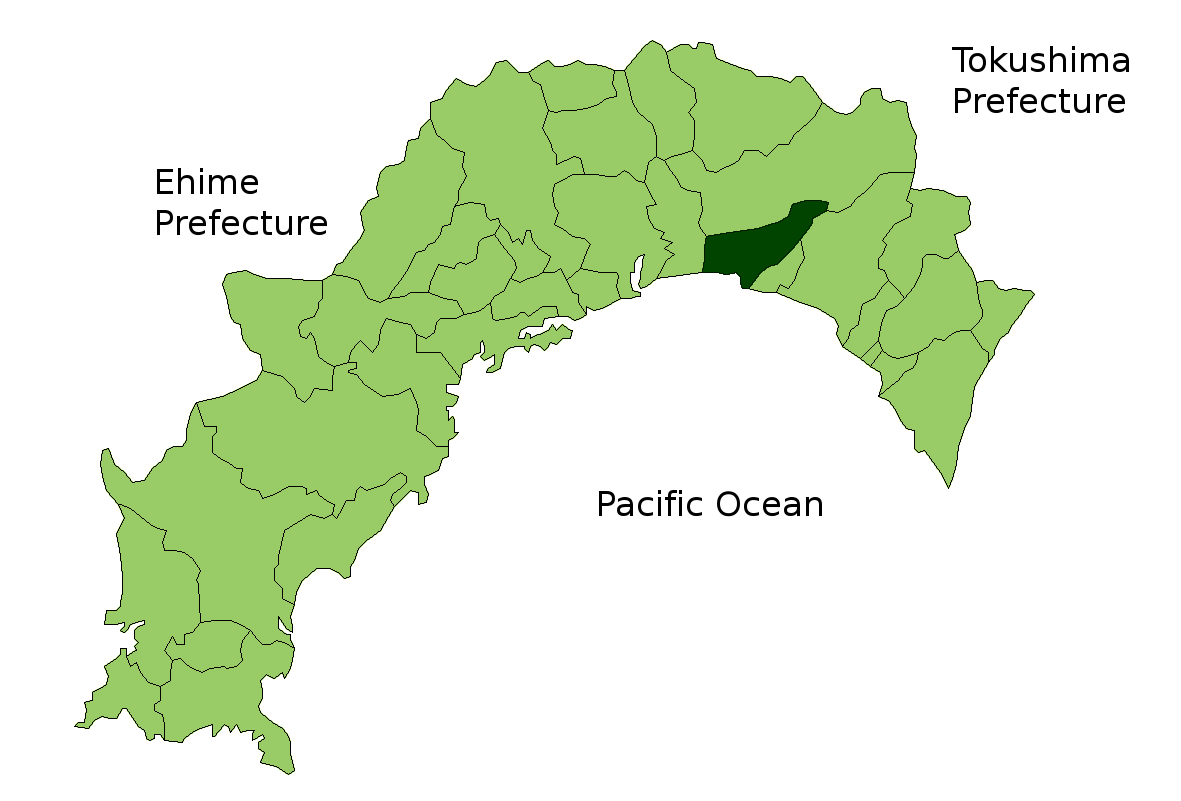

Kōnan (香南市 Kōnan-shi?) este un municipiu din Japonia, prefectura Kōchi.